# Студена (река)
Вижте пояснителната страница за други значения на Студена.
Студена е река в Северна България, Дунавската равнина, област Велико Търново – общини Павликени и Свищов и Област Русе – община Ценово, ляв приток на река Янтра. Дължината ѝ е 45 km.
Река Студена води началото си от чешма, разположена на 700 m югозападно от село Сломер, община Павликени. Тече в североизточна посока през Дунавската равнина в широка долина с полегати склонове. След село Совата коритото ѝ е коригирано с водозащитни диги против наводнения. Влива се отляво в река Янтра, на 24 m н.в. до село Новград.
Площта на водосборния басейн на Студена е 413 km2, което представлява 5,3% от водосборния басейн на Янтра.
По течението на реката са разположени 7 села:
- Област Велико Търново

- Община Павликени – Сломер, Караисен;
- Община Свищов – Горна Студена, Александрово, Алеково, Совата;

- Област Русе

- Община Ценово – Новград.

Тъй като водите на Студена и на нейните притоци се използват почти на 100% за напояване, а през лятно-есенния период реката е маловодна, те са хванати в няколко микроязовира – най-голям язовир „Караисен“.
По части от долината на реката преминават два третокласни пътя от Държавната пътна мрежа:
- 13,4 km от път № 405 (Добромирка – Павликени – Свищов) в участъка от Караисен до Алеково;
- 5,4 km от път № 407 (Антоново – Полски Тръмбеш – Царевец) в района на село Совата.